# 이은규 (1978년)
이은규(1978년 ~ )는 대한민국의 시인이다. 서울특별시에서 태어나 광주대학교 문예창작학과를 졸업하고 동 대학원에서 석사학위를 받았으며, 한양대학교 대학원 국어국문학과에서 박사학위를 받았다. 2008년 동아일보 신춘문예에 시 「추운 바람을 신으로 모신 자들의 經典」으로 등단, 현재 한양대학교 국어국문학과 겸임교수로 재직중이다.

## 저서

### 시집
- 다정한 호칭(문학동네, 2012) ISBN 978-89-546-1781-9
- 오래 속삭여도 좋을 이야기(문학동네, 2019) ISBN 9788954657068
- 무해한 복숭아(아침달, 2023) ISBN 9791189467845

### 산문집
- 미래에 진심인 편(&(앤드), 2024) ISBN 9791166838705

VVC
1. ↑  “추운 바람을 신으로 모신 자들의 經典”. 2025년 1월 8일에 확인함.